# حارة وحدة الصمود (الكود)

تعديل مصدري - تعديل

وحدة الصمود هي إحدى حارات حي صالح جميع بمدينة الكود التابعة لمحافظة أبين، بلغ تعداد سكانها 263 نسمة حسب تعداد اليمن لعام 2004.